# Náklad
Náklad je ekonomický a účetní pojem, znamenající spotřebování ekonomického zdroje, které je obvykle spojené též se současným nebo budoucím výdejem peněz.
Ve finančním účetnictví se nákladem rozumí snížení ekonomického prospěchu během účetního období ve formě poklesu hodnoty aktiv nebo zvýšení závazků, jehož následkem je snížení vlastního kapitálu jinou formou než jeho rozdělením (vyplacením) vlastníkům.

## Členění nákladů (výběr)
- Ve finančním účetnictví:
  - finanční náklady – náklady spojené s úrokovou mírou, daněmi, cenou investic a amortizací (neboli odpisem) majetku.
- V nákladovém účetnictví:
  - jednicové náklady – náklady přímo související s jednotkou dílčího výkonu.
- V manažerském účetnictví a ekonomické teorii:
  - fixní náklady – náklady nezávislé na vyrobeném množství (např. nájemné)
  - variabilní náklady – náklady závislé na vyrobeném množství (např. cena surovin)
  - mezní náklady, marginální náklady – náklady na poslední vyrobenou jednotku resp. zvýšení celkových nákladů spojené s výrobou jednoho výrobku navíc.
  - utopené náklady – vynaložené náklady, které již nelze získat zpět. Tyto náklady by neměly ovlivňovat další rozhodování o budoucnosti projektu.
  - náklady obětované příležitosti – jedná se o příjmy z nějaké činnosti, které nezískáme, neboť jsme naše prostředky investovali do nějaké jiné činnosti.
  - přímé náklady – náklady, které jsou přímo přiřaditelné k jednotlivým výkonům (výrobkům, službám) bez jejich soustřeďování a dalšího rozpočítávání; jedná se obvykle o náklady na suroviny, polotovary, obaly, někdy i mzdy
  - nepřímé náklady – náklady, které nelze přímo přiřadit k určitému výkonu (výrobku, službě) nýbrž je nutné je určitým způsobem rozpočítávat; obvykle jsou nepřímými náklady např. mzdy režijních pracovníků, nájemné, energie atd.
  - transakční náklady – vedlejší náklady vynaložené např. na vymáhání kontraktů
  - prvotní náklady – náklady vynaložené na vstupu do výroby
  - druhotné náklady – kalkulované náklady na vlastní výkony
  - výrobní náklady – náklady potřebné k zajištění výroby, zpravidla jednoho kusu
  - náklady nákupu v podniku
  - logistické náklady – náklady na logistiku, nákup, dopravu a skladování, prodej a expedici[1]